# Голкомб Ворд
Голкомб Ворд (англ. Holcombe Ward; 23 листопада 1878 — 23 січня 1967) — колишній американський тенісист.
Найвищу одиночну позицію світового рейтингу — 1 місце досяг 1904 року (за даними ITHF).
Перемагав на турнірах Великого шолома в одиночному та парному розрядах.
Завершив кар'єру 1905 року.

## Фінали турнірів Великого шолома

### Одиночний розряд: 2 (1–1)
| Результат | Рік  | Турнір        | Покриття | Суперник       | Рахунок        |       |
| --------- | ---- | ------------- | -------- | -------------- | -------------- | ----- |
| Перемога  | 1904 | Чемпіонат США | Трава    | Вільям Клотієр | 10–8, 6–4, 9–7 | [ 2 ] |
| Поразка   | 1905 | Чемпіонат США | Трава    | Білс Райт      | 2–6, 1–6, 9–11 | [ 2 ] |

### Парний розряд: 9 (6–3)
| Результат | Рік  | Турнір               | Покриття | Партнер        | Суперники                         | Рахунок                 |       |
| --------- | ---- | -------------------- | -------- | -------------- | --------------------------------- | ----------------------- | ----- |
| Поразка   | 1898 | Чемпіонат США        | Трава    | Двайт Ф. Девіс | Джордж Шелдон (тенісист) Лео Вер  | 6–1, 5–7, 4–6, 6–4, 5–7 | [ 3 ] |
| Перемога  | 1899 | Чемпіонат США        | Трава    | Двайт Ф. Девіс | Джордж Шелдон (тенісист) Лео Вер  | 6–4, 6–4, 6–3           | [ 3 ] |
| Перемога  | 1900 | Чемпіонат США        | Трава    | Двайт Ф. Девіс | Фред Александер Реймонд Літтл     | 6–4, 9–7, 12–10         | [ 3 ] |
| Поразка   | 1901 | Вімблдонський турнір | Трава    | Двайт Ф. Девіс | Лоренс Догерті Реджинальд Догерті | 6–4, 2–6, 3–6, 7–9      | [ 4 ] |
| Перемога  | 1901 | Чемпіонат США        | Трава    | Двайт Ф. Девіс | Лео Вер Білс Райт                 | 6–3, 9–7, 6–1           | [ 3 ] |
| Поразка   | 1902 | Чемпіонат США        | Трава    | Двайт Ф. Девіс | Лоренс Догерті Реджинальд Догерті | 9–11, 10–12, 4–6        | [ 3 ] |
| Перемога  | 1904 | Чемпіонат США        | Трава    | Білс Райт      | Крейґ Коллінз Реймонд Літтл       | 1–6, 6–2, 3–6, 6–4, 6–1 | [ 3 ] |
| Перемога  | 1905 | Чемпіонат США        | Трава    | Білс Райт      | Фред Александер Гаролд Гакет      | 6–4, 6–4, 6–1           | [ 3 ] |
| Перемога  | 1906 | Чемпіонат США        | Трава    | Білс Райт      | Фред Александер Гаролд Гакет      | 6–3, 3–6, 6–3, 6–3      | [ 3 ] |